# Бородин, Тимофей Степанович
Тимофей Степанович Бородин (1 [14] августа 1917, Гомель, Могилёвская губерния — 20 июня 1942, Гомель) — партизан Великой Отечественной войны, руководитель оперативного центра по координации деятельности подпольных групп в Гомеле, Герой Советского Союза (1965).

## Биография
Тимофей Бородин родился 1 (по новому стилю — 14) августа 1917 года в Гомеле в рабочей семье. Окончил десять классов средней школы, в 1941 году — Московский полиграфический институт. В 1936—1941 годах работал инженером на фабрике «Полеспечать» в Гомеле. В 1941 году вступил в ВКП(б). Начало войны встретил на строительстве оборонительных сооружений в Бресте. Вернувшись в Гомель, Бородин обратился в партийные органы с просьбой о направлении его на подпольную работу. Его просьба была удовлетворена, и Бородин остался во вражеском тылу с задачей организации подрывной и подпольной работы в Гомеле. Начиная с августа 1941 года, Бородин вёл активную работу по созданию подполья в городе, создав городской подпольный центр, доводивший задания горкома партии до подпольных групп и руководивший их действиями.
Одной из первых операций, предпринятой группой Бородина, была попытка подрыва элеватора, который должны были осуществить Бородин и его сестра. Однако на выходе из дома Бородин был арестован. Его сестре, у которой была взрывчатка, удалось вовремя скрыться. От Бородина потребовали в трёхдневный срок предоставить оккупационным властям подписанное 18 местными жителями поручительство за него как за лояльного новой власти и не связанного с подпольными организациями. Когда Бородин предоставил поручительство с подписями, ему предложили устроиться на работу инженером в типографии. В сентябре 1941 года Бородин сумел побывать в партизанском отряде. На совещании с секретарём Гомельского горкома Емельяном Барыкиным было принято решение использовать типографию, где работал Бородин, для нужд подпольной работы. В ночное время Бородин совместно с надёжными людьми начал печатать листовки. Также Бородин в типографии изготовил три печати различных оккупационных ведомств, что позволило наладить изготовление фальшивых документов для подпольщиков и беглых военнопленных. Группа Бородина установила связи с подпольными группами на Гомельском паровозовагоноремонтном заводе, электростанции, деревообделочном комбинате и ряде других предприятий.
В конце ноября 1941 года группа Бородина взорвала танковую ремонтную мастерскую. Вскоре ей же был уничтожен склад горючего. Квартира Бородина после этих акций обыскивалась гестапо, однако результатов это не дало. Тогда за квартирой Бородиных было установлено наблюдение, а рядом с ней поселились два немца. Осенью 1941 года группа Бородина взорвала ресторан на Советской улице. При взрыве погибли десятки немецких офицеров, в том числе генерал. Весной 1942 года группа начала готовиться к уничтожению городской электростанции, однако к тому времени гестапо шло по её следам. 9 мая 1942 года Бородин был арестован. 20 июня 1942 года он был расстрелян.
Родные! В последний час пишу вам. Видно, такая моя судьба, чтобы умереть от пули. Мама, папа, Валя, Тоня, Лида, Нина, Женя, Володя, Аркадий, Саша, если я был к кому несправедлив — простите меня. Дорогие, берегите себя, не обижайте друг друга. Папа, берегите Тоню и Сашу. Привет в предсмертный час всем родным и знакомым. (последнее письмо Бородина, написанное им на носовом платке за час до расстрела)

## Награды
Указом Президиума Верховного Совета СССР от 8 мая 1965 года за «особые заслуги, мужество и героизм, проявленные в борьбе против немецко-фашистских захватчиков» Тимофей Бородин был посмертно удостоен высокого звания Героя Советского Союза с вручением ордена Ленина.

## Память
- В парке города Гомеля установлен памятник Т. С. Бородину.
- На зданиях бывшей типографии, фабрики «Полеспечать»[2] и доме, где он жил, установлены мемориальные доски.
- В честь Т. С. Бородина названа улица (бывшая Седьмая) в Гомеле[1].
- Имя Т. С. Бородина носит пионерская дружина Гомельской средней школы № 48.
- Мурал с изображением Т. С. Бородина на здании одноимённой улицы в Гомеле[3].
- Стела в честь Т. С. Бородина установлена на Аллее Героев в Гомеле (ул. Советская)[4][5].

## Галерея

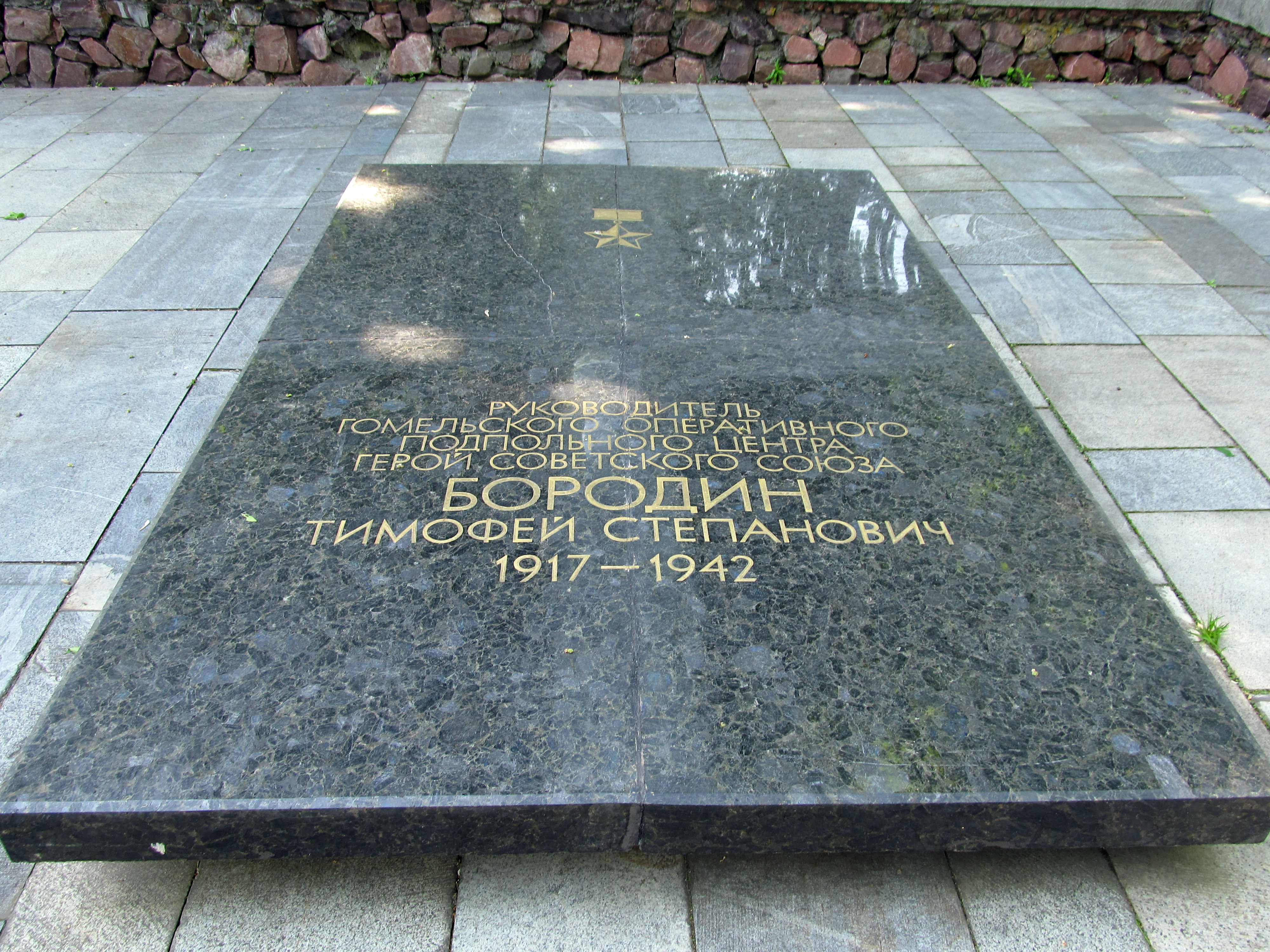
Надмогилье, 2012 г.
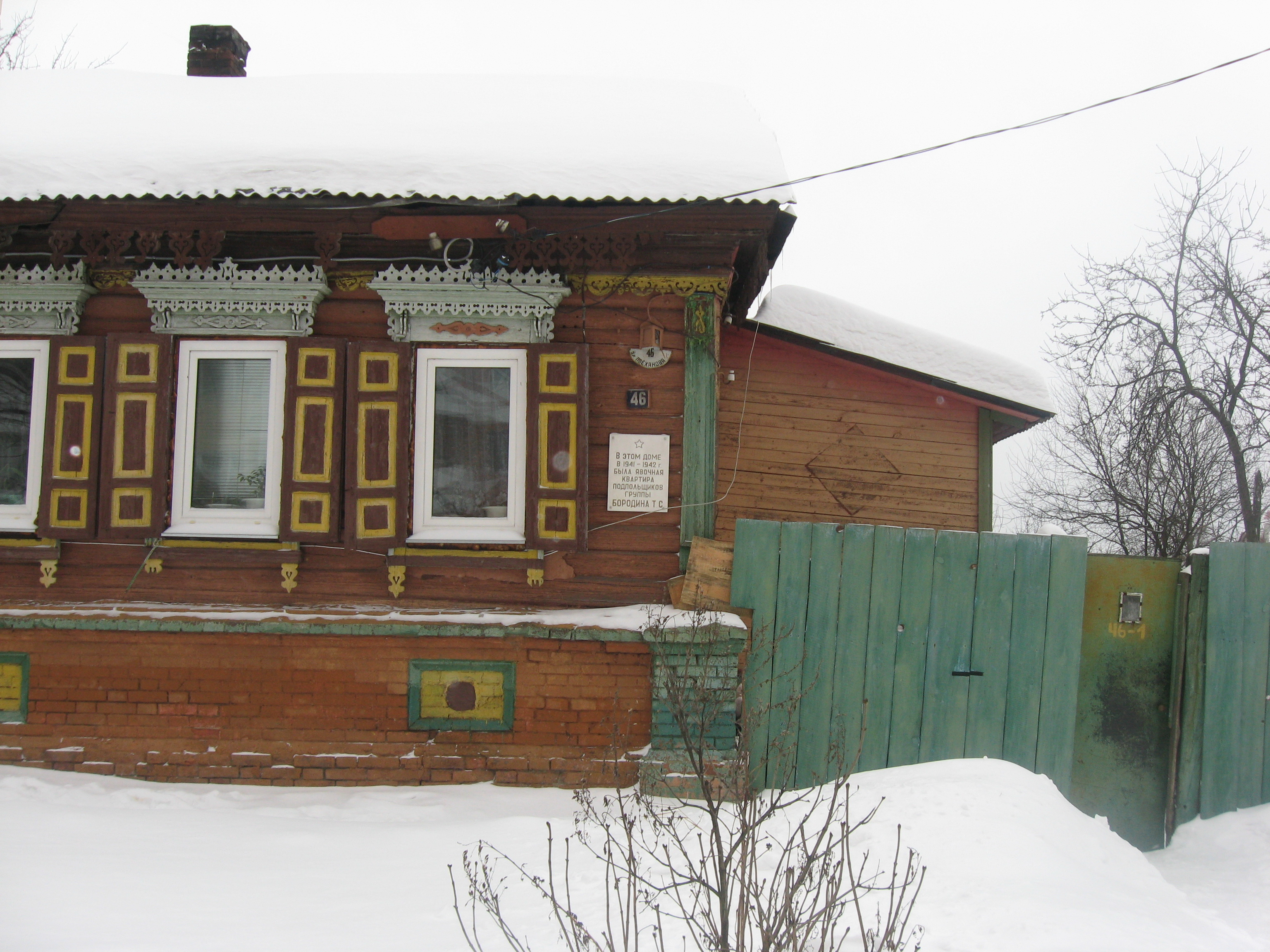
Дом №46 по улице Плеханова в Гомеле, где в 1941-1942 гг. находилась явочная квартира подпольщиков группы Т.С. Бородина
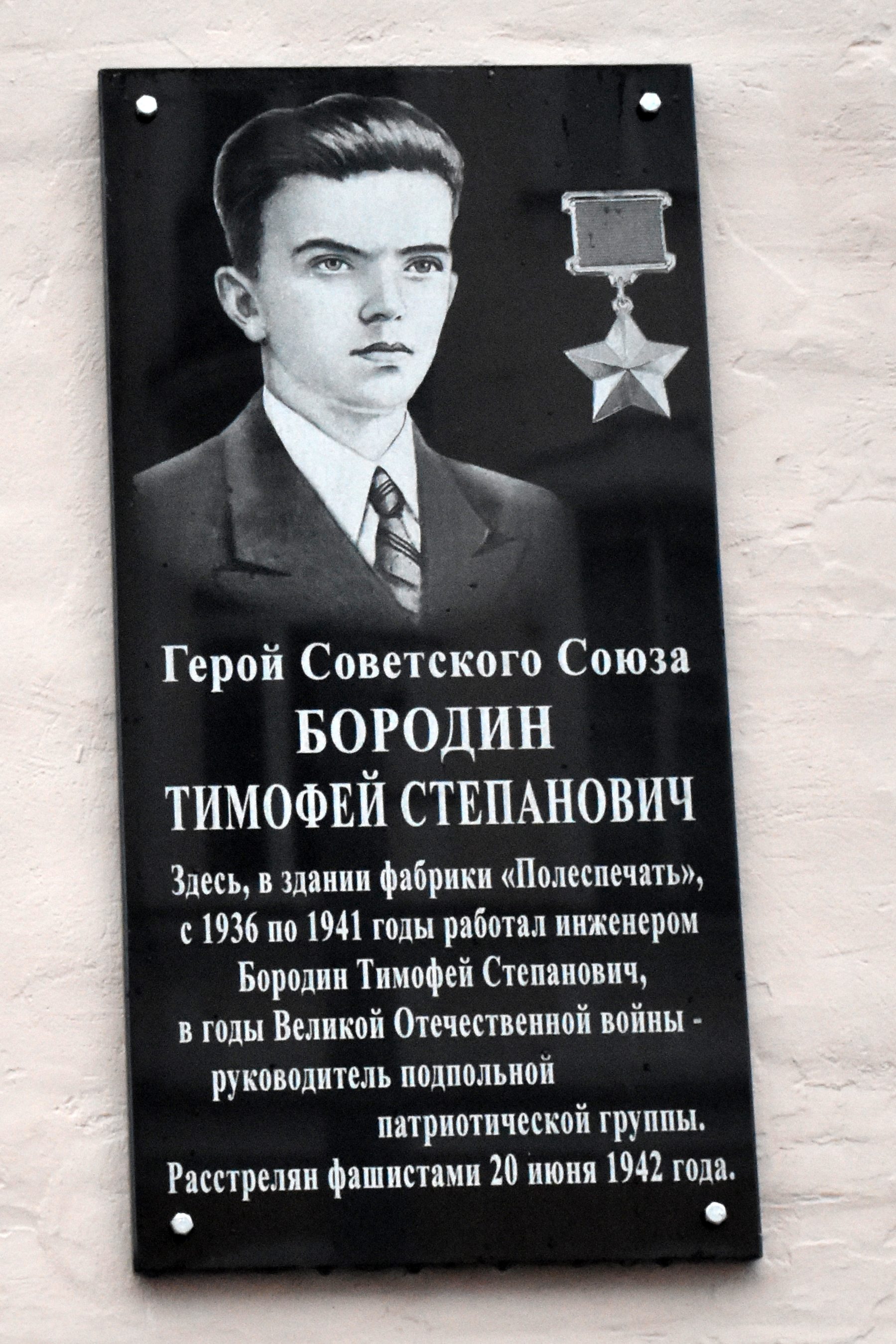
Мемориальная доска на бывшем здании «Полеспечать», 2018 г.
Мурал с изображением Т. С. Бородина на жилом здании одноимённой улицы в Гомеле, 2022 г.